# 클로드 조제프

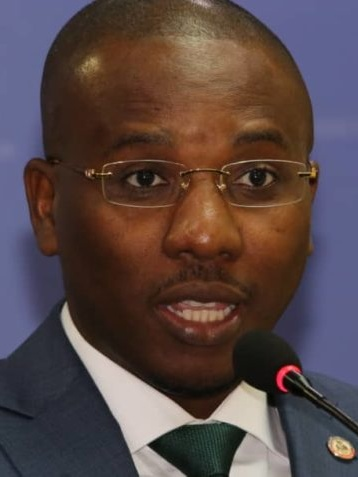

클로드 조제프(Claude Joseph)는 아이티의 정치인이다. 아이티 대통령(조브넬 모이즈)이 괴한에게 암살된후 조제프 임시총리가 아이티의 현재 대통령으로 그 권한을 대행하고있다. 아이티는 대통령직 승계문제로 서로의 의견이 대립중이였다 임시총리냐 대통령 서거직전에 총리로 지명된 총리 후보자인지. 원래 아이티 헌법에 따르면 대통령 유고시 대법원장이 그 권한을 승계하게 되어있는데 대법원장은 지난해 코로나19로 사망했다. 의회에서 임시대통령 선출에 필요한 의석수가 채워지지 않는데 아이티는 의회 의원들 임기 종료로 총선을 앞두고있었다.